# Юда (брат Ісуса)
Юда (альтернативно Іуда; грецьк: Ἰούδας) один із братів Ісуса (грец. ἀδελφοί; лат.: brethren) згідно з Новим Завітом. Його традиційно називають автором Послання Юди, короткого послання, яке зараховується до семи загальних послань Нового Завіту, розміщених після послань Павла і перед Книгою Об’явлення, і визнається канонічним християнами. Католики та східні православні християни вважають, що цей Юда — та ж людина, що й Апостол Юда, і що Юда був, можливо, двоюрідним братом, але не буквально братом Ісуса, чи, можливо, сином святого Йосипа від попереднього шлюбу.

## Новий Завіт
Євангелія Марка 6:3 і Матвія 13:55 записують, як жителі Назарету говорять про Ісуса: «Чи не тесля, син Марії, брат Якова, і Йосії, і Юди, і Симона? і чи не його сестри? тут з нами?". Деякі протестанти, в тому числі Р.В. Таскер і Д. Хілл, зазвичай пов’язують цих братів і сестер із вказівкою на Матвія 1:25, що Йосип «не знав її, доки вона не народила свого первородного Сина», а також натяком, що Після цього Йосип і Марія мали звичайні подружні стосунки. Але К. Бейєр вказує, що грецький ἕως οὗ ("доки") після заперечного "часто взагалі не має жодних вказівок на те, що сталося після досягнення межі "доки"."
Багато християн (римо-католики, православні та деякі протестанти) вважають, що «брати Ісуса» не є біологічними дітьми Марії, а зведеними братами або двоюрідними братами, що є частиною вчення про вічну невинність Марії.

## Атрибуція Юди
Послання Юди було приписано йому на основі заголовка «Юда, слуга Ісуса Христа, і брат Якова» ([[|Jude]] 1:1NKJV), де «брат Якова» взято за брата Якова, брата Ісуса.
Климент Александрійський, який жив бл. 150–215 рр. нашої ери у своїй роботі «Коментарі до послання Юди» писав, що Юда, автор Послання Юди, був сином Йосипа і братом Господа (не вказуючи, чи є він сином Йосипа від попереднього шлюбу чи Йосипа і Марії)
Юда, який написав католицьке послання, брат синів Йосипа, і дуже релігійний, хоча знають близькі стосунки Господа, але не сказав, що він сам є Його братом. Але що він сказав? «Юда, слуга Ісуса Христа»,— про Нього як Господа; але «брат Якова». Бо це правда; він був Його братом, (сином) Йосипа.
За збереженими фрагментами твору Виклад Слів Господа апостольського отця Папія Ієрапольського, який жив бл. 70–163 рр. нашої ери Марія, дружина Клеофи або Алфея, буде матір’ю Юди, брата Ісуса, якого Папій ототожнює з Тадеєм:
Марія, дружина Клеофи або Алфея, яка була матір'ю Якова, єпископа і апостола, і Симона і Тадея, і одного Йосипа... (Фрагмент X)
Єпископ Саламінський Епіфаній писав у своїй праці «Панаріон» (374–375 рр. н.е.), що Йосип став батьком Якова та трьох його братів (Йосея, Симеона, Юди) та двох сестер (Саломеї та Марії або Саломеї та Анни) з Яковом, старшим братом. Яків та його брати й сестри не були дітьми Марії, а були дітьми Йосипа від попереднього шлюбу. Після того, як перша дружина Йосипа померла, через багато років, коли йому було вісімдесят, «він узяв Марію (матір Ісуса)».

### Альтернативна атрибуція
«Юда» є українським перекладами грецького імені Ἰούδας , яке була дуже поширеним в І ст. Протягом багатьох років особу Юди ставили під сумнів, і серед біблістів залишається плутанина. Неясно, чи Юда, брат Ісуса, також Юда, брат Якова, чи Юда-апостол, син Марії, матері Якова Меншого та Юди.
У деяких списках Дванадцятьох є апостол Юда, а в інших немає. Його називають Юда Якова. Ім’я «Юда Якова», наведене в Луки 6:16, іноді тлумачиться як «Юда, брат Якова», хоча така конструкція зазвичай позначає стосунки батька і сина. Інші списки дванадцяти включають Тадея, який може бути прізвиськом того самого апостола. Його прізвисько, можливо, виникло через схожість з Ісусом або щоб уникнути плутанини між Юдою та Юдою Іскаріотським. Місцева традиція Східної Сирії ототожнює апостола Юду з апостолом Фомою,  також відомий як Юда Фома або Юда Дідим Фома, як він відомий в Діях від Фоми та Євангелії від Фоми (Фома означає «близнюк» арамейською, як і Дідим грецькою).

## Нащадки
Гегесіп, християнський письменник ІІ століття, згадує нащадків Іуди, які жили під час правління Доміціана (81-96). Євсевій розповідає у своїй Historia Ecclesiae (книга III, розділ 19–20):
Але коли той самий Доміціан наказав убити нащадків Давида, стародавня традиція говорить, що деякі з єретиків висунули звинувачення проти нащадків Юди (кажуть, що вони були братом Спасителя за тілом), на тій підставі, що вони були з роду Давида і були споріднені з самим Христом. Гегесіп пояснює ці факти такими словами.
«З родини Господнього були ще живі онуки Юди, про якого кажуть, що він був Господнім братом за тілом. Була надана інформація, що вони належали до роду Давида, і Евокат приніс їх до імператора Доміціана. Бо Доміціан боявся приходу Христа, як боявся його і Ірод. І він запитав їх, чи вони нащадки Давида, і вони зізналися, що так. Потім він запитав їх, скільки вони мають майна або скільки грошей вони мають. І обидва відповіли, що мають лише дев’ять тисяч динаріїв, з яких кожному з них належить половина;
і ця власність складалася не з срібла, а з шматка землі, що містив лише тридцять дев’ять акрів, і з якого вони піднімали податки і забезпечували себе власною працею».
Потім вони показали свої руки, продемонструвавши твердість своїх тіл і мозолі, що виникли на їхніх руках безперервною працею, як доказ власної праці. І коли їх запитали про Христа і Його Царство, що це за вид, де і коли має з’явитися, вони відповіли, що це не тимчасове і не земне царство, але небесне і ангельське, яке з’явиться в кінці світу, коли він повинен прийти в славу, щоб судити про швидких і мертвих, і віддавати кожному згідно з його діяннями. Почувши це, Доміціан не виніс проти них вироку, але, не зневажаючи їх ні за що, відпустив їх і указом припинив гоніння на Церкву.

Але коли їх звільнили, вони керували церквами, бо були свідками, а також були родичами Господа. І встановивши мир, вони дожили до часів Траяна. Ці речі пов’язує Гегесіпп.
Євсевій також розповідає (у книзі III, гл. 32,5f.), що вони зазнали мученицької смерті за імператора Траяна.
Епіфаній Саламінський у своєму «Панаріоні» згадує Юду Кіріака, правнука Юди, як останнього єврейського єпископа Єрусалиму, який ще жив після повстання Бар-Кохби.

## Зовнішні посилання
- Католицька енциклопедія : Брати Господа